# Iglesia de San Esteban (Granollers)
La iglesia de San Esteban es una Iglesia parroquial de origen medieval que ha sido totalmente reconstruida durante la década de 1940, siendo el campanario el único vestigio que se conserva de la antigua construcción del siglo XV. Se encuentra localizada en el municipio de Granollers (Vallès Oriental), provincia de Barcelona. Se trata de un bien cultural parte del patrimonio cultural de Cataluña.

## Descripción

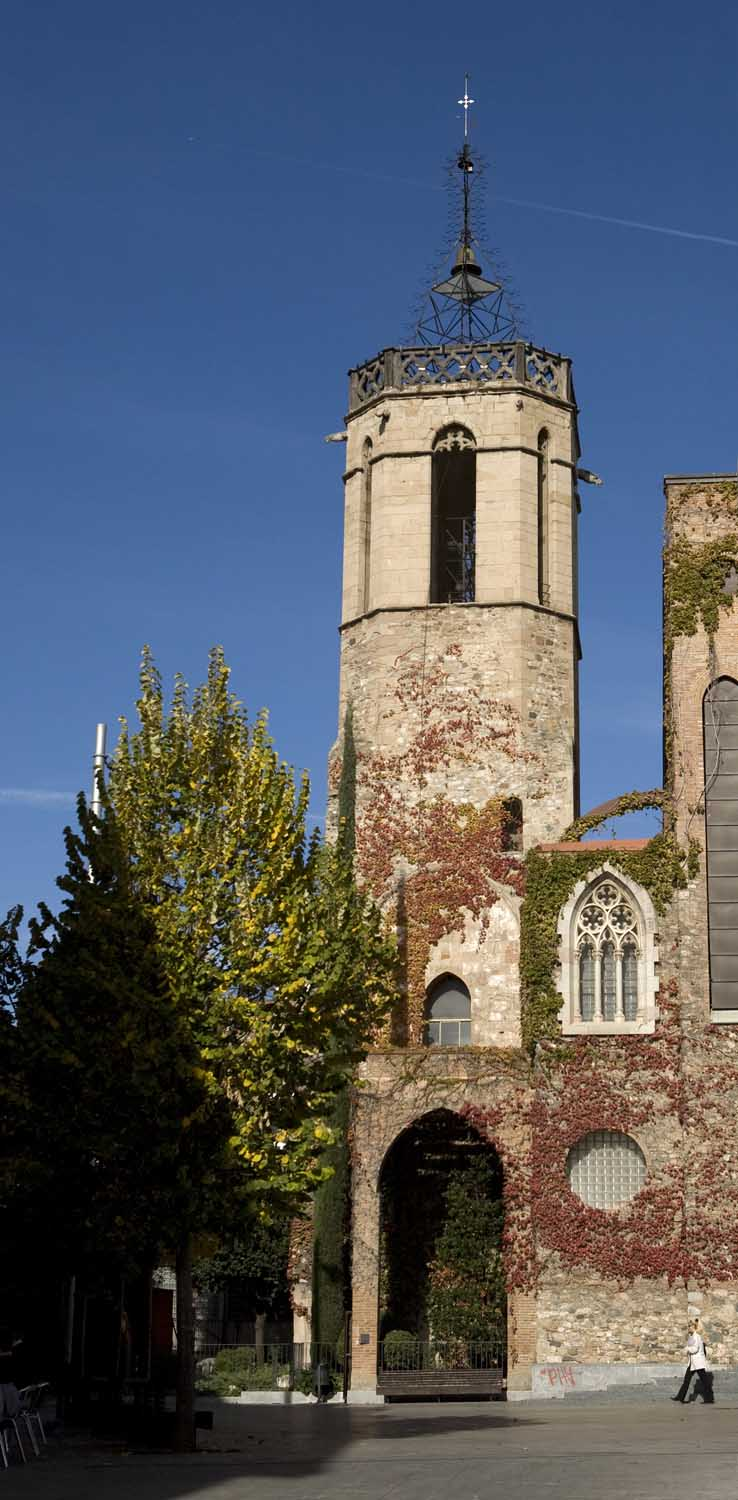
Vista del Campanar de l'Església Parroquial de Sant Esteve (Granollers)

Hay que distinguir cuatro construcciones: la prerrománica, la románica del siglo XII, la gótica del siglo XV y la moderna de 1946. De las dos primeras iglesias no se conserva nada, mientras que de la gótica queda el campanario. Por la parte del exterior encontramos el ábside poligonal, la nave central —construida con hormigón armado, mampostería y ladrillo— y grandes ventanales-vitrales. En la parte interior, consta de tres naves: la central, muy amplia, y las laterales, muy estrechas, cinco vitrales con tres rosetones y la bóveda de crucería con clave en el centro.  
La nave central tiene cinco tramos de sobre arcos de hormigón apuntados, mientras en las laterales tienen un bajo coro alargado encima de ellas. 
La Iglesia consta de varias capillas laterales: empezando por la izquierda y ubicada a la entrada del templo, está la capilla del Cristo de Granollers, de Josep Lluís Arimany, donde está expuesto el cuadro que el reconocido pintor local donó a la Iglesia en el año 1995. Siguiendo el mismo orden, está la capilla de la Virgen de la Salud, patrona de la diócesis de Terrassa y donde quedan enterrados los restos de Jaume Traserra y Graellera, la de la Virgen del Carmen y la de San Antonio, entre otros.
El campanario tiene tres cuerpos: el primero, cuadrado de mampostería, una sencilla cornisa entre éste y el segundo. El segundo es octogonal de mampostería, con una gárgola en la parte norte y otra cornisa entre éste y el siguiente cuerpo. El tercero es octogonal, de sillar. Tiene ocho huecos para las campanas, arcos muy apuntados, decorados con el tímpano de trepanados y trilobulados. Al pie de la torre hay restos de la arquivolta de la antigua portada románica.

## Historia
La primera referencia documental de la Iglesia Parroquial de San Esteban está en un documento del cartulario de Ripoll del 25 de junio de 972, pero no se tiene constancia de que se quede ningún resto de esta primitiva construcción. Ya es citada como parroquia en el año 1001.
La longitud del templo gótico equivalía a la anchura del templo actual, pero las fechas de su construcción son imprecisas; se cree que se construyó entre el 1480 y entrado el siglo XVI. En el siglo XVII se amplió con las capillas del Rosario y de la Sangre, construidas ambas al lado y detrás del campanario, es decir, orientadas hacia el norte. El crecimiento de la villa hizo construir en el siglo XVIII tras la capilla del Rosario una capilla del Santísimo, casi tan grande como la nave principal, y dos sacristías, una para la iglesia grande y una para esta última capilla.
Este templo gótico tenía como elementos interiores más destacados el altar del Rosario, de estilo renacentista barroco, fechado en 1635, el altar de Santa Lucía, barroco churrigueresco, el de San Isidro, barroco, la cruz procesional del 1555, la custodia del 1561, y el gran retablo de San Esteban Protomártir (1497) en el altar mayor, obra de los hermanos Pau y Rafael Vergós y continuada, a la muerte del primero, por Rafael y su padre Jaume. Este retablo desde el año 1917 se conserva en el Museo Nacional de Arte de Cataluña.
Ya en el siglo XX, el 20 de julio de 1936 durante la guerra civil española, se incendió la iglesia de San Esteban junto con otras de la ciudad: la de los frailes de San Francisco, la de la Virgen de Montserrat, la de las hermanas Carmelitas y la iglesia de Sant Julià de Palou. También el Centro Católico, las escuelas de San José y las capillas de los santos de barrio. Meses después de ser incendiada, y a pesar de la opinión en contra del director general de Patrimonio de la Generalitat, Jeroni Martorell, y de un sector importante de granollerinos, el Ayuntamiento de Granollers, tal y como explicó el concejal Rosell, decidió derribar la iglesia de Sant Esteve, argumentando que permitiría dar trabajo a los obreros de la construcción. Entre los años 1936 y 1937 la nave gótica fue totalmente derribada y sólo quedó de pie el campanario, gracias principalmente a la fuerte oposición mencionada. Cabe destacar que no fue derribada debido a ningún bombardeo durante la guerra, como se cree popularmente.
Acabada la guerra, el arquitecto J. Boada y Barba realizó un proyecto de construcción de una Iglesia de nueva planta. El 6 de abril de 1941 se colocó la primera piedra y el 25 de agosto de 1946 tuvo lugar la inauguración (y su consagración). Durante las excavaciones realizadas entre 1940 y 1942, cuando se inició la construcción de la iglesia actual, se pudo precisar el ámbito de la iglesia románica del siglo XII, de la que permaneció intacto hasta 1936 un portal románico, el llamado portal pequeño, cuya imagen recogió también el año 1915 Josep Salvany y Blanch. Esta iglesia iba desde la línea del campanario hasta el inicio del presbiterio de la iglesia gótica y fue derribada a medida que se iba completando la iglesia gótica. El ámbito de la iglesia románica y el de la gótica estaba en los pies de la iglesia actual, entre el campanario, que era a la izquierda de la puerta principal, y el muro opuesto al presbiterio, donde ahora está la puerta principal.
El único vestigio que queda in situ de la antigua iglesia gótica de San Esteban, construida en el siglo XV sobre el edificio románico, es una torre de 34 metros de altura que consta de tres cuerpos, el primero de planta cuadrada y los otros octogonales, con ventanales de tracería trilobulada gótica, coronado por una barandilla con motivos entrelazados.